# Samantha Flores García
Samantha Flores García (Orizaba, 1932) es una activista trans mexicana, fundadora de la primera casa de día para adultos mayores LGBT en la Ciudad de México.

## Biografía
Samantha Fores García nació en 1932 en Orizaba. En la década de 1950 se mudó a Ciudad de México donde participó de la vida LGBT+ de la capital mexicana. En 1964 participó en una fiesta de disfraces organizada por Xóchitl, entonces una de las mujeres trans más famosas de México, donde por primera vez se dragueó y eligió el nombre de Samantha por el personaje principal de la película Alta sociedad, papel que realizó Grace Kelly. A partir de entonces fue protagonista de la vida nocturna de Ciudad de México.
A partir de la década de 1970 se mudó a Los Ángeles, aunque siguió viajando a México, donde administraba un bar gay. En los años 1980 volvió definitivamente a México, donde fue voluntaria en una organización benéfica que luchaba contra el sida. Realizó recaudaciones de fondos con representaciones teatrales.
Desde 1995 lucha por los derechos de las personas de la diversidad sexual y las que viven con VIH.
En 2012 fundó la asociación civil Laetus Vitae, de la cual es presidenta.
Durante la crisis del VIH/sida perdió muchos amigos, así comenzó su activismo, posteriormente se dio cuenta de que las personas mayores gays no tienen programas de asistencia social y la familia las abandona, comenzó a recaudar fondos para crear un albergue, Vida Alegre, en el barrio de Álamos, el cual funciona como casa de día, pero apuesta a que en un futuro pueda ofrecer servicios médicos y se convierta en una residencia.
Ha sido conferencista en diversos foros como Museo Memoria y Tolerancia, Fundación Jumex, El Taller, Voces en Tinta, entre otros, sobre ancianos LGBT y transexualismo.
En 2024 presentó su autobiografía Entre azul y buenas noches, que realizó en colaboración con el escritor Antoine Rodríguez.

## Reconocimientos
- Embajadora de la Dignidad en la Marcha Gay (2012)
- Transexualia, de Madrid por su labor en pro de los derechos de la comunidad transexual (2016)
- Participó en la exposición 100 fotografías de mujeres trans en la Casa del Lago del Parque del Retiro de Madrid
- Fue homenajeada en el Festival Les/Gai
- Fue parte de la campaña para promover el examen de próstata Saberlo no mata: hazte la prueba
- Reconocimiento del Fondo Internacional Trans y del Latin American Pride por su labor por los derechos trans y los adultos mayores.[8][9]